# Carrier Air Wing Ten
Il Carrier Air Wing Ten (CVW-10) era uno stormo aereo imbarcato per portaerei della Marina degli Stati Uniti. Attiva durante la Guerra Fredda. Il primo CVW-10 era originariamente noto come CVG-10 e venne fondato nel 1950 prima di essere sciolto nel novembre 1969. Il secondo CVW-10 durò molto poco, istituito nel 1986, a causa dei budget dopo una crociera di workups, venne sciolto nel 1988 insieme a tutti i suoi squadroni.

## Storia

### Primi anni (1950-1964)
Il Carrier Air Group 10 fu fondato il 1º maggio 1950, ma non vide uno schieramento fino al 1952 a bordo della USS Lake Champlain. Sebbene il CVG-10 non avesse preso parte alla guerra di Corea, ha comunque visto più schieramenti negli anni a venire, prendendo parte ad altri nove schieramenti prima della fine del decennio, incluso a bordo della prima super portaerei della Marina degli Stati Uniti, la USS Forrestal durante la crisi del Libano nel 1958 prima di trasferirsi sulla Essex a metà del 1959. Come parte dello schema di ridenominazione a livello di Marina, il CVG-10 divenne ufficialmente Carrier Air Wing 10 il 20 dicembre 1963. Durante quel periodo, il CVW era ancora in servizio sulla USS Shangri-La e tornò a casa dal Mediterraneo con il nuovo nome.

### Vietnam e fine del primo CVW-10
Il CVW-10 fece un altro schieramento sulla Shangri-La nel 1965 e un dispiegamento minore a bordo della USS Intrepid (CVS-11) all'inizio del 1966 prima di essere schierato nuovamente nel Golfo del Tonchino a bordo della Intrepid per prendere parte alla guerra del Vietnam. Dopo essere partito nel novembre dello stesso anno, il CVW-10 tornò in Vietnam altre due volte nel 1967 e nel 1968 prima di tornare nel febbraio 1969. Venne sciolto il 29 novembre 1969.
| Primo Carrier Air Wing Ten (dal 1968 al 1969 in Vietnam) | Primo Carrier Air Wing Ten (dal 1968 al 1969 in Vietnam) | Primo Carrier Air Wing Ten (dal 1968 al 1969 in Vietnam) | Primo Carrier Air Wing Ten (dal 1968 al 1969 in Vietnam) | Primo Carrier Air Wing Ten (dal 1968 al 1969 in Vietnam) |
| Data del dispiegamento                                   | Portaerei                                                | Squadroni                                                | Squadroni                                                | Aerei                                                    |
| -------------------------------------------------------- | -------------------------------------------------------- | -------------------------------------------------------- | -------------------------------------------------------- | -------------------------------------------------------- |
| 4 Giugno 1968 – 8 Febbraio 1969                          | USS Intrepid (CV-11)                                     |                                                          | VF-111 Sundowners Detachment 11                          | F-8C Crusader                                            |
| 4 Giugno 1968 – 8 Febbraio 1969                          | USS Intrepid (CV-11)                                     |                                                          | VA-36 Roadrunners                                        | A-4C Skyhawk                                             |
| 4 Giugno 1968 – 8 Febbraio 1969                          | USS Intrepid (CV-11)                                     |                                                          | VA-66 Waldos                                             | A-4C Skyhawk                                             |
| 4 Giugno 1968 – 8 Febbraio 1969                          | USS Intrepid (CV-11)                                     |                                                          | VA-106 Gladiators                                        | A-4E Skyhawk                                             |
| 4 Giugno 1968 – 8 Febbraio 1969                          | USS Intrepid (CV-11)                                     |                                                          | VFP-63 Eyes of the Fleet Detachment 11                   | RF-8G Crusader                                           |
| 4 Giugno 1968 – 8 Febbraio 1969                          | USS Intrepid (CV-11)                                     | /                                                        | VAQ-33 Nigh Hawks Detachment 11                          | EA-1F Skyraider                                          |
| 4 Giugno 1968 – 8 Febbraio 1969                          | USS Intrepid (CV-11)                                     |                                                          | VAW-121 Griffins Detachment 11                           | E-1B Tracer                                              |
| 4 Giugno 1968 – 8 Febbraio 1969                          | USS Intrepid (CV-11)                                     |                                                          | HC-2 Fleet Angels Detachment 11                          | UH-2B Seasprite                                          |

### Secondo CVW-10 (1986–1988)
Come parte del piano di Ronald Reagan per costruire una Marina da 600 navi, il CVW-13 e il CVW-10 furono ristabilite negli anni '80, con il CVW-10 che divenne un CVW della costa occidentale il 1º novembre 1986 (CVW-13 prese il vecchio codice di coda del CVW-10 che era AK). Originariamente il VFA-195 che volava con l'F/A-18A Hornet doveva unirsi al CVW-10 come squadrone VFA (Strike Fighter). Nel 1986, il Carrier Air Wing Ten usava come codice di coda: "NM". Il VFA-161 e il VFA-195, tuttavia, cambiarono collocazione e vennero assegnati al NAS Fallon. Il VFA-161 venne successivamente rimosso dal CVW-5 e non tornò più in Giappone fino a dopo il completamento dell'addestramento di transizione agli Hornet e sarebbe stato messo in stato di inattività unendosi al CVW-10 mentre il VFA-195 andò al NAF Atusgi per unirsi al CVW-5.

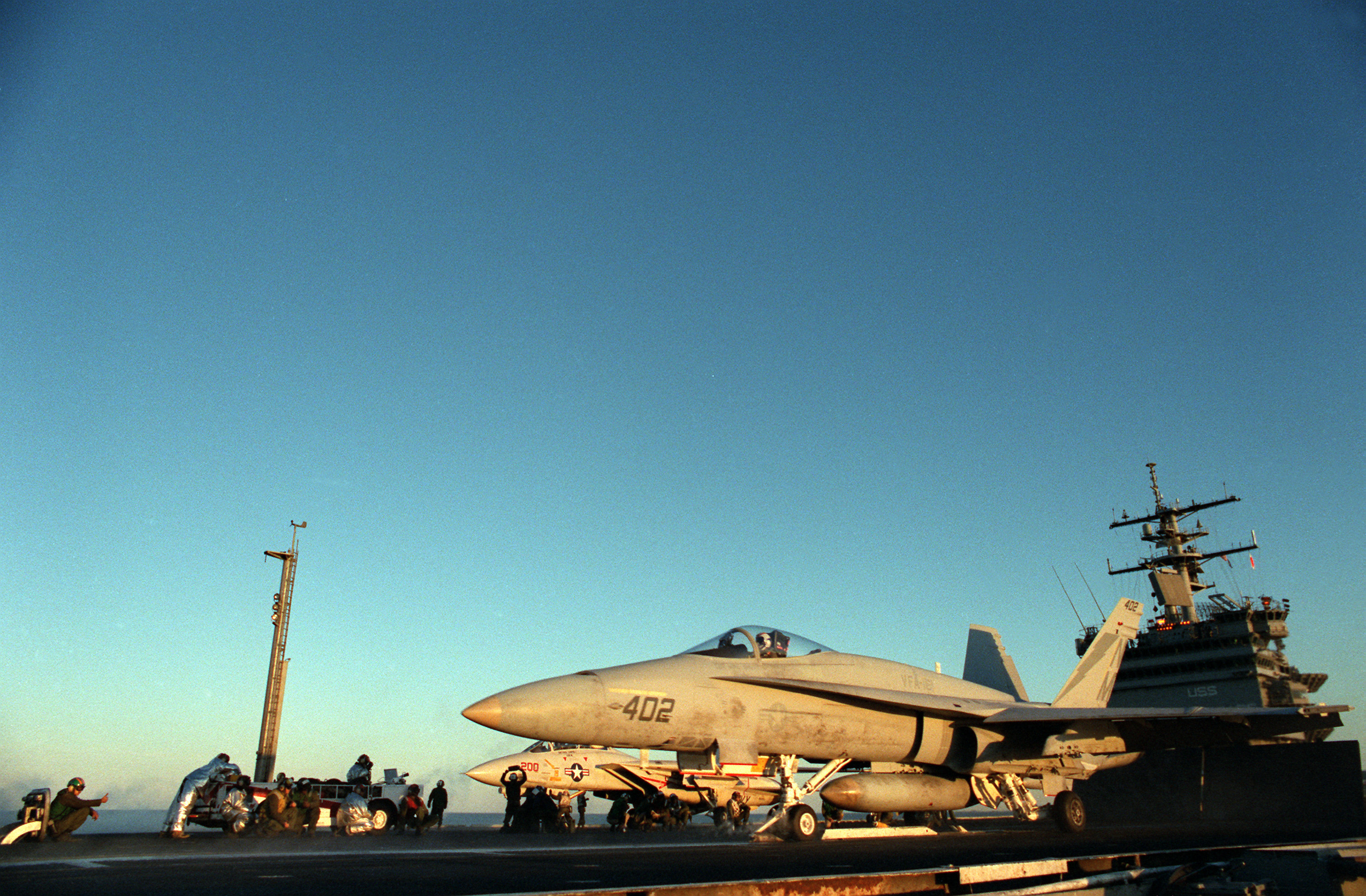
Un F-18A del VFA-161 sul ponte della USS Enterprise nel 1987

Dopo non essersi schierato con la USS Independence come previsto nel 1986, CVW-10 si è schierato a bordo della USS Enterprise CVN-65 dal 24 luglio al 5 agosto 1987, nel Pacifico orientale. Dopo, questo a causa del riscaldamento delle relazioni tra l'Unione Sovietica e gli Stati Uniti e dei tagli di bilancio, il CVW-10 venne sciolto per l'ultima volta il 30 settembre 1988. Anche tutti gli squadroni del CVW-10 furono dismessi, compreso il VS-35, che sarebbe stato ristabilito di nuovo per la quarta volta nel 1990 con un nuovo soprannome.

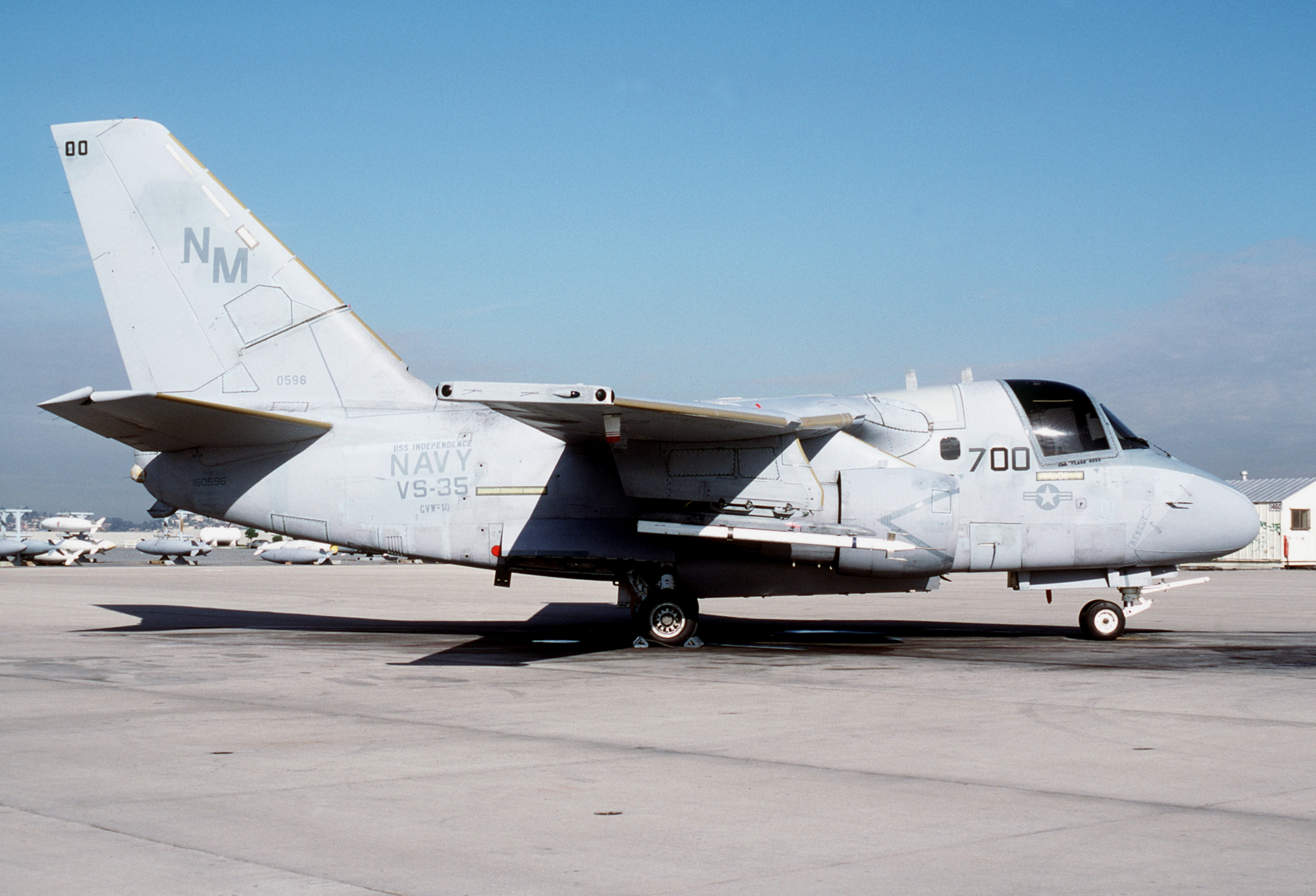
Il C.A.G. di VS-35 S-3A Viking come parte del CVW-10 nel 1986.

| Secondo Carrier Air Wing Ten (1988)                                                         | Secondo Carrier Air Wing Ten (1988) | Secondo Carrier Air Wing Ten (1988) | Secondo Carrier Air Wing Ten (1988) |
| Portaerei                                                                                   | Squadroni                           | Squadroni                           | Aerei                               |
| ------------------------------------------------------------------------------------------- | ----------------------------------- | ----------------------------------- | ----------------------------------- |
| USS Independence (CV-62) (Pianificato, non distribuito) USS Enterprise CVN-65 (Distribuito) |                                     | VF-191 Satan's Kitties              | F-14A Tomcat                        |
| USS Independence (CV-62) (Pianificato, non distribuito) USS Enterprise CVN-65 (Distribuito) |                                     | VF-194 Hellfires                    | F-14A Tomcat                        |
| USS Independence (CV-62) (Pianificato, non distribuito) USS Enterprise CVN-65 (Distribuito) |                                     | VFA-161 Chargers                    | F/A-18A Hornet                      |
| USS Independence (CV-62) (Pianificato, non distribuito) USS Enterprise CVN-65 (Distribuito) |                                     | VS-35 Boomerangs                    | S-3A Viking                         |
| USS Independence (CV-62) (Pianificato, non distribuito) USS Enterprise CVN-65 (Distribuito) | /                                   | VAW-111 Grey Berets                 | E-2C Hawkeye                        |
| USS Independence (CV-62) (Pianificato, non distribuito) USS Enterprise CVN-65 (Distribuito) | /                                   | HS-16 Nighthawks                    | SH-3H Sea King                      |